# Passo uno

Un passo uno di una moneta; animazione realizzata con 21 frame

La tecnica passo uno, chiamata anche ripresa (o animazione) a passo uno (in inglese stop-motion o anche frame by frame) è una tecnica di ripresa cinematografica e di animazione. Con l'espressione "passo uno" si può intendere sia la tecnica impiegata sia il prodotto ottenuto con la stessa.

## Tecnica

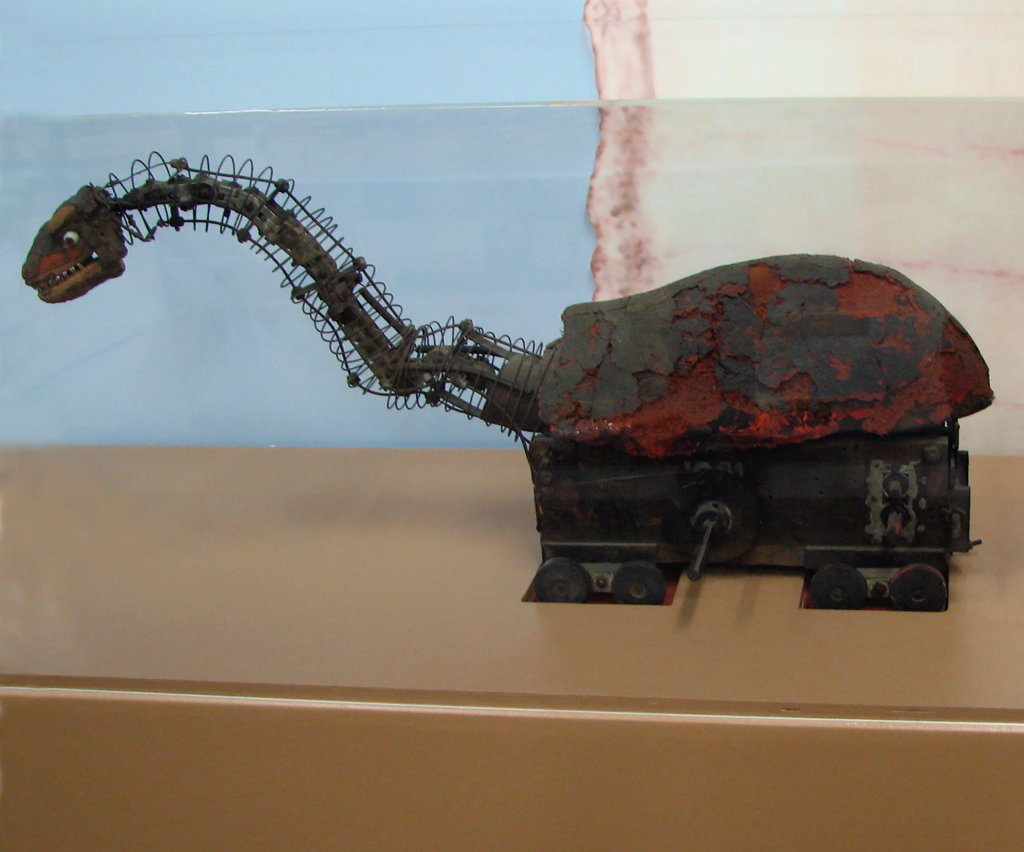
Uno scheletro snodabile di brontosauro usato nel film King Kong del 1933 e animato a passo uno

Il termine "passo uno" si ricollega alla scelta di quadri per secondo: se i quadri, ovvero i fotogrammi, sono tutti differenti si parla di passo uno; se invece si ripetono in coppie si parla di passo due.
Il passo uno sfrutta una particolare cinepresa che impressiona un fotogramma alla volta, azionata dall'operatore/animatore. Con questo processo è possibile produrre cartoni animati, riprendendo composizioni di fogli lucidi oppure servendosi di pupazzi (fissi, snodabili, di plastilina, eccetera), come nel cortometraggio Ruka di Jiří Trnka (1965). Si possono anche realizzare film in tecnica mista, nonché effetti speciali: il passo uno è stato infatti impiegato in film come Cabiria o La guerra ed il sogno di Momi.
Affinché la ripresa risulti fluida all'osservatore, sono necessarie molte pose; il numero esatto di pose, e quindi di fotogrammi, dipende dal formato di destinazione: cinema, PAL, NTSC. L'immagine cinematografica richiede 24 fotogrammi al secondo, l'immagine televisiva europea (PAL) 25, l'immagine televisiva americana (NTSC) 29,97 al secondo.
Largamente utilizzato per la realizzazione degli effetti speciali nel cinema, a partire dal film Jurassic Park del 1993 è stato ormai quasi completamente sostituito dalla grafica computerizzata.

## Esempi d'utilizzo

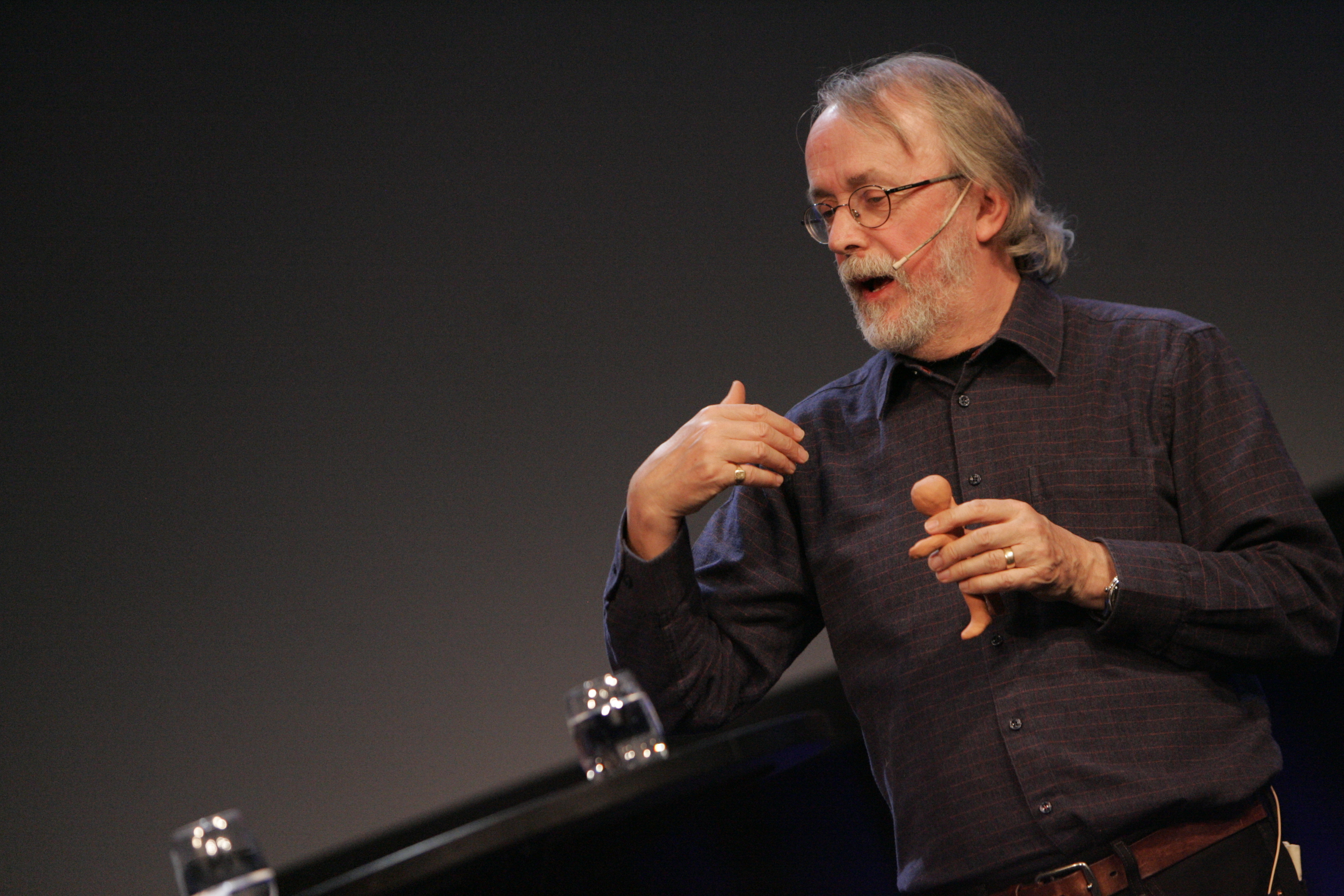
Aardman - Worldclass Storytelling - NMD 2014

Con questa tecnica sono stati realizzati corti e lungometraggi, sia televisivi sia usciti in sala. Tra i primi le serie di cartoni animati di Francesco Misseri, come Mio Mao e Quaq Quao. Uno degli animatori italiani più celebri è Paolo Gaudio (regista di Fantasticherie di un passeggiatore solitario e di diversi cortometraggi).
Tra i più famosi dell'era moderna si ricordano Nightmare Before Christmas di Henry Selick; La sposa cadavere di Tim Burton; Pinocchio di Guillermo del Toro; i film della britannica Aardman Animations, tra cui Galline in fuga, Wallace & Gromit: La maledizione del coniglio mannaro e Shaun, vita da pecora; i film dello studio americano Laika, ovvero Coraline e la porta magica, ParaNorman, Boxtrolls, Kubo e la spada magica e Mister Link, e anche i film animati di Wes Anderson Fantastic Mr.Fox e L'isola dei cani, nonché la popolare serie svizzera Pingu di Otmar Gutmann. 
Tutte produzioni di grande complessità tecnica, spesso candidate all'Oscar come miglior film d'animazione, che hanno richiesto diversi anni per essere completate. Infatti, a seconda della scena, possono esserci molti elementi in movimento contemporaneamente e questo costringe l'animatore a dover muovere tutto per ogni singolo frame, impiegando molto tempo.
Con la tecnica del passo uno oltre a film animati si possono realizzare anche buoni effetti speciali attraverso l'uso di modellini. Uno dei capolavori in questo campo è King Kong (1933), in cui molte scene sono realizzate con il pupazzo del gorilla animato in stop-motion. Notevoli la scena della corsa in miniera di Indiana Jones e il tempio maledetto, l'attacco degli AT-AT ne L'Impero colpisce ancora, l'endoscheletro del T-800 in Terminator (solo quando è inquadrato per intero dalla testa ai piedi), ma anche l'uso nel film RoboCop per definire i movimenti dell'ED-209. La tecnica viene inoltre usata in serie animate come South Park, Robot Chicken e Celebrity Deathmatch.
Ray Harryhausen è forse il più noto tra i pionieri di questa tecnica utilizzata come effetto speciale cinematografico. Altro importante animatore a passo uno è stato Willis O'Brien (maestro e protettore di Ray Harryhausen) che lo applicò agli effetti speciali di film come Il mondo perduto del 1925 o il king kong del 1933.
Nel 2019 il fotografo italiano Claudio Braccini ha realizzato con la tecnica del passo a uno il videoclip Suono dal silenzio in cui ha assemblato oltre 12 000 scatti fotografici.

## Terminologia della lingua inglese
In inglese i vari tipi e utilizzi di questa ripresa sono descritti con una quantità di termini poco o nulla usati in italiano; molti di essi si distinguono più per i materiali impiegati che per la metodica.

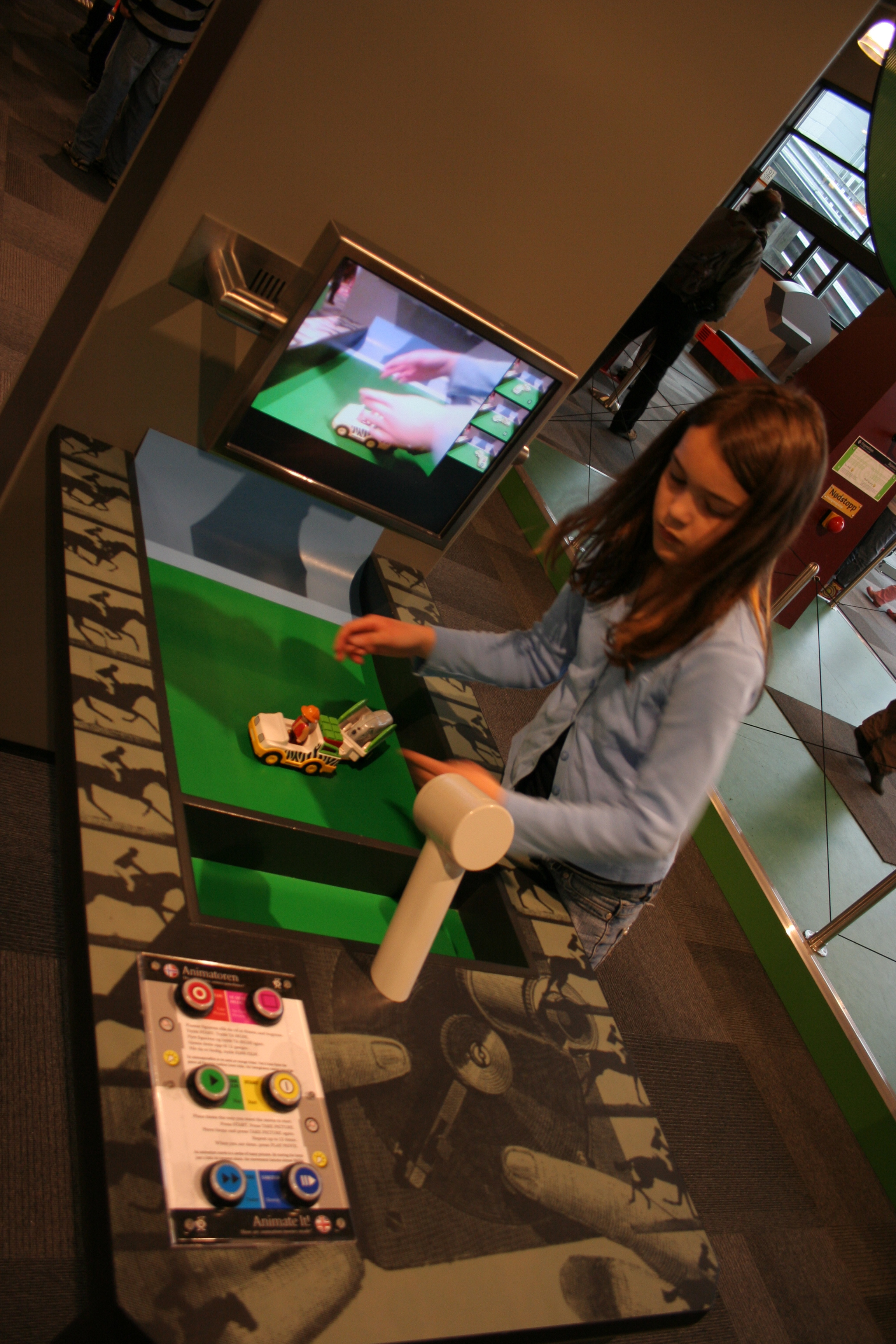
Una lavorazione in passo uno

- Claymation: abbreviazione di Clay animation, adoperata esclusivamente l'animazione di pupazzi in plastilina (es: Wallace e Gromit, Pat e Mat).
- Cutout animation: genere di stop-motion bidimensionale; l'animazione si applica a oggetti piatti come ritagli di giornale, vestiti, ecc. creando una sorta di collage in movimento. È una delle prime ed è sopravvissuta fino a oggi, anche se è poco sfruttata; fu molto amata da Quirino Cristiani, e fu impiegata per l'animazione della prima serie del cartone animato South Park.
  - Silhouette animation: variante monocromatica della Cutout animation; i personaggi spiccano dallo sfondo colorato come ombre nere e il risultato finale rassomiglia alle ombre cinesi.
- Graphic animation: sfrutta materiale di grafica non disegnata, come ad esempio fotografie, ritagli di giornali o rotocalchi; si realizza movimentando la grafica in oggetto o mantenendo ferma la grafica e muovendo la fotocamera. Difficilmente si usa da sola, piuttosto in combinazione con altre.
- Model animation: permette l'inserimento di elementi animati in stop-motion all'interno delle scene di un comune film dal vivo; ne è l'esempio il King Kong (1933).
  - Go-motion: la differenza fondamentale con la stop motion è che gli oggetti da animare vengono spostati durante il tempo di esposizione. Questi piccoli movimenti si fanno quasi sempre con l'aiuto del computer e di speciali modelli robotizzati in grado di riprodurre con precisione i movimenti programmati dagli animatori. Il risultato è che l'animazione così generata è estremamente realistica e riproduce fedelmente l'effetto mosso che si avrebbe con una ripresa dal vivo della stessa azione, specie nel caso di oggetti che si muovono a grande velocità.
- Object animation: immortala degli oggetti di uso quotidiano, o comunque non creati appositamente. Un esempio sono i Brickfilm, i film realizzati applicando la stop-motion ai mattoncini Lego.
- Pixilation: tecnica che coinvolge attori reali, che si prestano alla fotografia in stop-motion; permette l'inserimento di scene surreali, come apparizioni e scomparse di persone od oggetti, persone che attraversano pavimenti e pareti, ecc.
- Puppet animation: tipicamente usata per animare pupazzi, marionette, fantocci, giocattoli, bambole di carta, modellini presenti in un ambiente costruito (diversamente quindi dalla model animation ambientata nel mondo reale). I pupazzi hanno di solito un'armatura interna che li mantiene fermi e rigidi anche durante le manipolazioni delle giunture. Esempi di questa tecnica sono: Una volpe a corte (Le Roman de Renard) di Ladislas Starevich, i film di Jiří Trnka, Nightmare Before Christmas (da un'idea di Tim Burton), Coraline e la porta magica di Henry Selick e l'italiano Acid Space di Stefano Bertelli.
  - Puppetoons: variante creata sulla base dei metodi di George Pal; questa tecnica impiega numerosi pupazzi identici fra loro, che si differenziano solo nella struttura interna, per poter adoperare quello più adatto per l'azione del momento.